# Franc Munih
Franc Munih, slovenski učitelj in krajevni zgodovinar, * 29. september 1914, Volče, † 11. marec 2003, Ilirska Bistrica.

## Življenje in delo
Leta 1934 je v Ljubljani končal učiteljišče, 1941 pa v Zagrebu Višjo pedagoško šolo. Služboval je v Rogatcu (1936-1939); 1945 pa je nastopil službo predmetnega učitelja na Jesenicah. V letih 1946-1957 je bil ravnatelj nižje gimnazije v Ilirski Bistrici, 1958-1963 pedagoški svetovalec v Kopru, 1963-1980 pa ravnatelj Osnovne šole Dragotina Ketteja v Ilirski Bistrici. Težišče njegovega dela je bila organizacija vzgojno izobraževalnega dela v šolstvu. V Šolski praksi je 1959 uvedel v 1. razred osnovne šole v Ilirski Bistrici pouk začetnega branja in pisanja po globalni metodi. Še pred uporabo pouka nove matematike je uvedel elemente nove metode  v 1. razred in izdelal ustrezna ponazorila. Za uspešno delo je leta 1976 prejel Žagarjevo nagrado.
Napisal je več izvirnih člankov in jih objavil v krajevnem mesečniku Snežnik in lokalnem časopisu Krajan. Med objavljenimi prispevki so bili tudi naslednji: Ob 100-letnici kulturno prosvetnega dela v Ilirski Bistrici in serija člankov Sprehodi po starih gostilnah v Ilirski Bistrici. Za Krajevni leksikon Slovenije je leta 1968 prispeval Opis občine in posameznih krajev. Bil je aktiven član in predsednik društva za krajevno zgodovino in kulturo. Leta 1988 je izdal knjigo Ilirska Bistrica v sliki in besedi.